# Національний директорат розвідки та митних розслідувань
Національний директорат розвідки та митних розслідувань (фр. Direction nationale du renseignement et des enquêtes douanières, DNRED) — підрозділ 
Генерального Директорату митних та акцизних зборів Франції (DGDDI). DNRED несе відповідальність за реалізацію політики розвідки, контролю та боротьби з шахрайством у сфері митних та акцизних зборів.
2009 року в Директораті створено новий підрозділ під назвою «Cyberdouane», роль якого полягає в боротьбі з кіберзлочинами економічного характеру — такими, як торгівля людьми онлайн, відмивання грошей в онлайн-казино, продаж нелегальної продукції онлайн (наркотики, контрафактна продукція, зброя, дитяча порнографія, тощо.).
Штат Директорату налічує близько 720 осіб, включає в себе три функціональних підрозділи: 
- Митне розвідувальне управління (фр. Direction du renseignement douanier, DRD — близько 120 агентів) — веде збір, обробку та розповсюдження інформації у всіх митних органах;
- Відділення митних розслідувань (фр. Direction des enquêtes douaniè res, DED — близько 200 агентів) — відповідає за проведення розслідувань національних та міжнародних злочинів особливої значимості;
- Відділення митних операцій (фр. Direction des opérations douanières, DOD — близько 400 агентів) — відповідає за боротьбу з порушеннями митних правил, насамперед з контрабандою, пошук оперативної інформації, здійснення спеціальних методів розслідування та взаємодію з іншими митними органами.